# Justin Hoffmeister
Justin Hoffmeister (* 16. März 1990 in Spokane, Spokane County, Washington) ist ein US-amerikanischer Schauspieler, Filmproduzent, Filmregisseur und Drehbuchautor.

## Leben
Hoffmeister wurde am 16. März 1990 in Spokane geboren. Nach seinem High-School-Abschluss zog er nach Los Angeles in Kalifornien. Dort schloss er sich der The American Academy of Dramatic Arts an. Erste Filmrollen erhielt er 2011 im Kurzfilm The Obsessed, für den er zusätzlich für die Produktion, die Regie und das Drehbuch verantwortlich war, und dem Spielfilm Rosewood Lane. 2013 spielte er in der Action-Weihnachtskomödie Alone for Christmas: Bone – Allein zu Haus die Rolle des Rob. 2015 hatte er im Katastrophenfilm San Andreas Quake – Los Angeles am Abgrund eine Nebenrolle inne und wirkte sowohl in einer Episode der Fernsehdokuserie Fatales Vertrauen – Dem Mörder so nah sowie im Kurzfilm Alone in the Dust mit. 2017 fungierte er für den Film Taught in Cold Blood als Produzent und übernahm ebenfalls die Darstellung einer Filmrolle. 2018 stellte er im Film Flug 666 die Rolle des Devon Peck. Im selben Jahr wirkte er außerdem im Kurzfilm The Watchers und im Spielfilm Tales of Frankenstein mit. 2020 folgte eine Rolle im Film 2 Graves in the Desert.

## Filmografie (Auswahl)

### Schauspiel
- 2011: The Obsessed (Kurzfilm)
- 2011: Rosewood Lane
- 2013: Thirteen (Kurzfilm)
- 2013: Homes of Horror (Fernsehserie, Episode 1x03)
- 2013: Tattoo Nightmares (Fernsehserie, Episode 2x10)
- 2013: Alone for Christmas: Bone – Allein zu Haus (Alone for Christmas)
- 2015: Fatales Vertrauen – Dem Mörder so nah (Unusual Suspects, Fernsehdokuserie, Episode 7x03)
- 2015: San Andreas Quake – Los Angeles am Abgrund (San Andreas Quake)
- 2015: Alone in the Dust (Kurzfilm)
- 2016: Break-Up Nightmare
- 2016: Murder Among Friends (Fernsehdokuserie, Episode 1x03)
- 2016: The Life and Death of Julian Finn
- 2017: Taught in Cold Blood
- 2017: Being Black Enough
- 2018: The Watchers (Kurzfilm)
- 2018: Flug 666 (Flight 666)
- 2018: Tales of Frankenstein
- 2020: 2 Graves in the Desert

### Filmschaffender
- 2011: The Obsessed (Kurzfilm; Produktion, Regie, Drehbuch)
- 2017: Taught in Cold Blood (Produktion)